# سلطان ابراهیمف
سلطان ابراهیمف (روسی: Султан-Ахмед Магомедсалихович Ибрагимов؛ زادهٔ ۸ مارس ۱۹۷۵) بوکسور اهل روسیه است.